# Piotr Sławiński (astronom)
Piotr Sławiński (ur. 29 czerwca 1795, zm. 17 maja 1881) – polski astronom, profesor i dyrektor obserwatorium na Uniwersytecie Wileńskim.
Był najstarszym z sześciu synów Jana, właściciela ziemskiego, i Marianny z Mackiewiczów. uczniem Jana Śniadeckiego. W 1811 ukończył gimnazjum w Wilnie i rozpoczął studia na Wydziale Fizyczno-Matematycznym Uniwersytetu Wileńskiego. Specjalizował się z matematyki i po uzyskaniu kolejnych stopni kandydata i magistra filozofii został studentem w uniwersyteckim obserwatorium astronomicznym kierowanym przez Jana Śniadeckiego. W 1817 doktoryzował się na podstawie nie opublikowanej rozprawy O zaćmieniach i jako zastępca profesora wykładał astronomię w latach 1818–1819. Został wysłany przez władze uniwersyteckie na studia uzupełniające za granicę. W latach 1819–1822 zwiedził obserwatoria w Królewcu, Berlinie, Getyndze i Bremie, przez rok przebywał w Londynie, skąd robił wycieczki naukowe do Greenwich, Cambridge, Oxfordu i Dublina. Zakupił instrumenty dla obserwatorium wileńskiego. W sierpniu 1820 przeniósł się do Paryża, gdzie przez dwa lata słuchał wykładów z astronomii i mechaniki nieba matematyka Jeana-Baptiste Biota, z którym nawiązał bliższy kontakt naukowy. W 1820 uczestniczył w zakładaniu Królewskiego Towarzystwa Astronomicznego i był najmłodszym z założycieli. Był także pierwszym członkiem zagranicznym tego towarzystwa. Po powrocie do Wilna został w 1823 adiunktem w katedrze astronomii, a po ustąpieniu Śniadeckiego – dyrektorem obserwatorium w 1825 oraz w 1826 profesorem nadzwyczajnym. Od 1827 jako profesor zwyczajnym kierował katedrą astronomii do zamknięcia Uniwersytetu Wileńskiego w 1832 przez władze rosyjskie. W 1826 roku wydał pierwszy uniwersytecki podręcznik astronomiczny w języku polskim pt. Początki astronomii teoretycznej i praktycznej
W latach 1824–1832 okresowo brał udział w pomiarach triangulacyjnych prowadzonych przez generała Karla Tennera w Kurlandii, na Litwie i Żmudzi, dokonując kilku tysięcy obserwacji astronomicznych dla wyznaczenia tamtejszych szerokości geograficznych. Te dodatkowe prace w terenie nadszarpnęły zdrowie Sławińskiego - przeszedł ciężkie zapalenie mózgu i wpłynęły niekorzystnie na jego pracę naukową i poziom wykładów. Od 1832 pozbawiony katedry i wykładów pozostał jedynie dyrektorem obserwatorium, które przeszło pod zarząd Akademii Naukowej w Petersburgu. Był członkiem Akademii Nauk w Petersburgu, Królewskiego Towarzystwa Astronomicznego w Londynie, członkiem korespondentem Akademii Nauk i Literatury w Palermo oraz członkiem honorowym Uniwersytetu w Charkowie od 1839. W czerwcu 1843 na własną prośbę przeszedł na emeryturę i zamieszkał w odziedziczonym majątku Kienie pod Wilnem, gdzie zajął się prowadzeniem gospodarstwa. Podczas pożaru majątku w 1855 stracił całą bibliotekę i korespondencję z wieloma uczonymi europejskimi. Zmarł w rodzinnym majątku, pochowany został na cmentarzu Na Rossie w Wilnie. Z małżeństwa zawartym ok. 1832 z Emilią Krassowską, córką Kajetana Krassowskiego, miał trójkę dzieci: dwóch synów i córkę.